# Germán Burgos
Germán Adrián Ramón Burgos (Mar del Plata, Buenos Aires, 16 de abril de 1969), conocido como El Mono Burgos, es un exfutbolista y entrenador argentino. Jugaba como portero.

## Biografía
Debutó en la Liga argentina el 3 de septiembre de 1989 con Ferro Carril Oeste frente a Newell's Old Boys. 
En 1994 fichó por River Plate en reemplazo de Sergio Goycochea, quien pasó a jugar en el Club Deportivo Mandiyú, se consagró como portero a nivel internacional y donde la afición le apodó "Mono", debido a su aspecto desgarbado.
Con River Plate ganó los títulos Apertura de 1994 (terminando este torneo sin haber perdido ningún partido), la Copa Libertadores de América 1996 (donde tuvo una destacada actuación en la primera final parando un penalti clave), el Campeonato Apertura de 1996, el Campeonato Clausura 1997, el Campeonato Apertura de 1997 y la Supercopa Sudamericana de 1997. 
En la temporada 1999-00 se fue a España, donde fichó por el RCD Mallorca, en el que jugó dos temporadas. En esta etapa de su carrera futbolística, Germán Burgos pensó en dejar el fútbol puesto que sus inclinaciones musicales eran más fuertes. En 2001 fichó por el Atlético de Madrid, equipo con el que logró ascender a Primera División en su primera temporada y donde colgó los guantes en la campaña 2003-04.
Retirada
A principios del año 2003 se le diagnosticó un cáncer de riñón que le tuvo apartado del fútbol durante unos meses. En una entrevista comentaba su reacción al conocer la noticia con su humor habitual: “Fue algo inesperado. Vienen un día y te dicen: te tienes que operar que es cáncer. Yo tenía que jugar ese fin de semana contra el Mallorca y le dije al doctor: mejor me opero el lunes. Pero los médicos y Luis me dijeron que me tenía que operar ya y decidimos hacerlo lo más rápido posible y fue acertado”.
Tras su retirada, trabajó en Madrid como comentarista en Radio Nacional de España en el programa deportivo Tablero Deportivo y en TeleMadrid.
Durante 2010 fue entrenador deportivo de los concursantes del reality show Football Cracks.
Entrenador: primera experiencia
En la temporada 2010-11, debuta como primer entrenador, haciéndose cargo del Real Carabanchel, al que asciende de categoría.
Segundo entrenador
Desde el verano de 2011 y hasta diciembre del mismo año, formó parte del equipo técnico de Racing Club de Avellaneda como ayudante de campo de Diego Simeone. La dimisión de Diego "Cholo" Simeone a cargo del Racing Club de Avellaneda el 19 de diciembre de 2011 provocó que el 23 de diciembre de 2011 se confirmara que Diego Pablo Simeone sería el nuevo técnico del Atlético de Madrid por lo que restaba de temporada y la siguiente. Así, desde diciembre de 2011, es el segundo entrenador de Simeone en el Atlético de Madrid. El club consigue, desde su llegada, dos Europa Leagues (la Segunda de ellas estando él en el banquillo en la final como primer entrenador por la expulsión de Simeone en semifinales), dos Supercopas de Europa (también estando él en el banquillo como primer entrenador en segunda final), una Copa del Rey, una Liga y una Supercopa de España, además de haber llegado a la final de la Champions League en dos ocasiones. Durante 18 partidos en los que Simeone estuvo sancionado, el "Mono" Burgos hizo las funciones de primer entrenador del equipo rojiblanco desde el comienzo de los encuentros.
Es comentarista habitual en las retransmisiones deportivas, así como en las tertulias, de Radio Marca.
En marzo de 2021, Newell's Old Boys anuncia la contratación de Burgos como director técnico del conjunto "lepra". El 8 de junio de 2021 rescindió el contrato con Newell's Old Boys de mutuo acuerdo con el club.
En febrero del 2022, se anuncia su arribo a Grecia, como nuevo director técnico del Aris Salónica. Fue cesado del cargo el 29 de agosto de 2022, luego de la derrota frente al Pantolikos por 3 a 1 por la segunda fecha de la liga griega.

## Curiosidades
Era un portero que solía jugar bastantes metros alejado de su arco siempre que podía, prueba de ello es que en el año 1996 en el partido entre Vélez Sarfield y River Plate, el también excéntrico portero José Luis Chilavert, le marcó un gol de falta desde mitad de cancha. Mientras todos los futbolistas estaban distraídos, Chilavert aprovechó para lanzar el tiro libre y anotar aprovechándose de la mala posición de Burgos.
El 21 de noviembre de 1999, y mientras era futbolista del RCD Mallorca, propinó un fuerte puñetazo en un partido de liga que enfrentaba a su equipo y al RCD Espanyol al delantero Serrano. Germán recibió una dura sanción que le mantuvo fuera de los terrenos de juego durante 11 partidos.
También cabe destacar su apariencia. Durante su etapa en el RCD Mallorca solía vestir con camisetas de colores muy llamativos. Acostumbraba a cambiar los colores de sus camisetas en los descansos de los partidos. En el Atlético de Madrid, llamaba la atención su vestimenta, al ser uno de los pocos guardametas que vestía con pantalón largo y con gorra. Su gorra roja con el escudo del Atlético de Madrid, las mechas rubias en su larga melena, ir siempre mascando chicles durante los partidos, sus mangas remangadas por los codos, o cubrir su pantalón largo con unas medias rojas hasta las rodillas, eran señas de identidad que hacían que Burgos fuese un portero de lo más llamativo.
Durante su carrera también destacó por la excentricidad de sus paradas. Confiaba en la postura de Dios, a la hora de afrontar los mano a mano con los delanteros rivales, en los que Burgos los esperaba hincando una rodilla en el suelo y abriendo sus brazos, dando una gran fama a esta peculiar postura, y siendo muy reconocida su habilidad a la hora de detener a los rivales en este tipo de acciones.
En muchas ocasiones, cuando el Atlético de Madrid dominaba el marcador claramente, solía deleitar a la grada haciendo paradas con el pecho o despejando balones con la cabeza en lugar de atraparlos con sus manos y brazos.
De gran fama, fue el penalti que el portugués Luís Figo le lanzó en el estadio Santiago Bernabéu. Figo lanzó el penalti hacia el lado derecho de Burgos con gran potencia, el arquero adivinó la dirección del lanzamiento, pero no fue capaz de colocar sus manos a tiempo, con lo que Burgos detuvo el penal con la cara. Dicho golpe le provocó una fuerte hemorragia en la nariz. Burgos continuó jugando aquel encuentro con los orificios de su nariz tapados con algodón.
En su última temporada en el Atlético de Madrid, cuando no gozaba de la confianza del entrenador, y relegado a un segundo plano, Burgos era el encargado de jugar los partidos de Copa del Rey. En el encuentro eliminatorio contra el Sevilla F. C. en el estadio Ramón Sánchez Pizjuan, Burgos encajó un gol de tiro libre ejecutado por el brasileño Julio Baptista al intentar sin éxito rechazarlo con el pecho. 
Famoso por su habilidad en los mano a mano y en detener penaltis, Burgos siempre fue uno de los jugadores más queridos por la afición colchonera. La temporada en que el Atlético de Madrid retornaba a la Primera División después de haber pasado las dos temporadas anteriores en "el infierno" Segunda División, Germán "el Mono" Burgos protagonizó un famoso anuncio con el lema Ya estamos aquí saliendo de una alcantarilla, en él representaba el ascenso del Atlético de Madrid tras su bajada al infierno.
En el año 2003, coincidiendo con el centenario del Club Atlético de Madrid, el cantante español Joaquín Sabina menciona a Mono Burgos en el himno oficial del centenario del club, junto a varios jugadores destacados a lo largo de la historia del club.

## Selección nacional
En 1995 Burgos hizo su debut con la Selección Argentina y como futbolista formó parte de la plantilla en los campeonatos mundiales de Francia 1998 y Corea-Japón 2002. 
Con la albiceleste disputó un total de 38 partidos y dejó de ser convocado en 2003.

### Participaciones en Copas del Mundo
| Mundial                        | Sede                  | Resultado        |
| ------------------------------ | --------------------- | ---------------- |
| Copa Mundial de Fútbol de 1998 | Francia               | Cuartos de final |
| Copa Mundial de Fútbol de 2002 | Corea del Sur y Japón | Primera ronda    |

## Trayectoria

### Como jugador
| Club               | País      | Temporada | Partidos | Goles recibidos |
| ------------------ | --------- | --------- | -------- | --------------- |
| Ferro Carril Oeste | Argentina | 1989-1994 | 66       | 48              |
| River Plate        | Argentina | 1994-1999 | 133      | 126             |
| RCD Mallorca       | España    | 1999-2001 | 19       | 12              |
| Atlético de Madrid | España    | 2001-2004 | 76       | 82              |

### Como Segundo Entrenador
| Club            | País      | Año       |
| --------------- | --------- | --------- |
| Catania Calcio  | Italia    | 2011      |
| Racing Club     | Argentina | 2011      |
| Atlético Madrid | España    | 2012-2020 |

### Como entrenador
| Club               | País      | Temporada |
| ------------------ | --------- | --------- |
| Newell's Old Boys  | Argentina | 2021      |
| Aris de Tesalónica | Grecia    | 2022      |

## Estadísticas

### Como jugador
| Ferro Carril Oeste Argentina | 1.ª           | 1989-90       | 21  | 11  | 12  | - | - | - | -  | -  | -  | 21  | 11  | 12  |
| Ferro Carril Oeste Argentina | 1.ª           | 1990-91       | 4   | 3   | 2   | - | - | - | -  | -  | -  | 4   | 3   | 2   |
| Ferro Carril Oeste Argentina | 1.ª           | A-1991        | 1   | 1   | 0   | - | - | - | -  | -  | -  | 1   | 1   | 0   |
| Ferro Carril Oeste Argentina | 1.ª           | C-1992        | 1   | 4   | 0   | - | - | - | -  | -  | -  | 1   | 4   | 0   |
| Ferro Carril Oeste Argentina | 1.ª           | A-1992        | 19  | 9   | 12  | - | - | - | -  | -  | -  | 19  | 9   | 12  |
| Ferro Carril Oeste Argentina | 1.ª           | C-1993        | 18  | 18  | 8   | - | - | - | -  | -  | -  | 18  | 18  | 8   |
| Ferro Carril Oeste Argentina | 1.ª           | A-1993        | 19  | 19  | 7   | 3 | 4 | 0 | -  | -  | -  | 22  | 23  | 7   |
| Ferro Carril Oeste Argentina | 1.ª           | C-1994        | 19  | 17  | 9   | - | - | - | -  | -  | -  | 19  | 17  | 9   |
| Ferro Carril Oeste Argentina | Total club    | Total club    | 102 | 82  | 50  | 3 | 4 | 0 | 0  | 0  | 0  | 105 | 86  | 50  |
| River Plate Argentina | 1.ª           | A-1994        | 12  | 7   | 6   | - | - | - | 4  | 3  | 2  | 16  | 10  | 8   |
| River Plate Argentina | 1.ª           | C-1995        | 11  | 13  | 3   | - | - | - | 9  | 5  | 4  | 20  | 18  | 7   |
| River Plate Argentina | 1.ª           | A-1995        | 10  | 10  | 3   | - | - | - | 3  | 5  | 1  | 13  | 15  | 4   |
| River Plate Argentina | 1.ª           | C-1996        | 11  | 15  | 4   | - | - | - | 13 | 12 | 4  | 24  | 27  | 8   |
| River Plate Argentina | 1.ª           | A-1996        | 9   | 10  | 4   | - | - | - | 2  | 4  | 0  | 11  | 15  | 4   |
| River Plate Argentina | 1.ª           | C-1997        | 9   | 5   | 5   | - | - | - | 1  | 1  | 0  | 10  | 6   | 5   |
| River Plate Argentina | 1.ª           | A-1997        | 18  | 16  | 7   | - | - | - | 10 | 12 | 3  | 28  | 28  | 10  |
| River Plate Argentina | 1.ª           | C-1998        | 2   | 1   | 1   | - | - | - | 5  | 4  | 1  | 7   | 5   | 2   |
| River Plate Argentina | 1.ª           | A-1998        | 8   | 11  | 2   | - | - | - | 5  | 7  | 2  | 13  | 18  | 4   |
| River Plate Argentina | 1.ª           | C-1999        | 4   | 1   | 3   | - | - | - | 3  | 6  | 0  | 7   | 7   | 3   |
| River Plate Argentina | Total club    | Total club    | 94  | 89  | 38  | 0 | 0 | 0 | 55 | 59 | 17 | 149 | 148 | 55  |
| Mallorca · España | 1.ª           | 1999-00       | 10  | 14  | 2   | - | - | - | 5  | 2  | 3  | 15  | 16  | 5   |
| Mallorca · España | 1.ª           | 2000-01       | 2   | 1   | 1   | 1 | 0 | 1 | -  | -  | -  | 3   | 1   | 2   |
| Mallorca · España | Total club    | Total club    | 12  | 15  | 3   | 1 | 0 | 1 | 5  | 2  | 3  | 18  | 17  | 7   |
| Atlético de Madrid · España | 2.ª           | 2001-02       | 35  | 34  | 14  | - | - | - | -  | -  | -  | 35  | 34  | 14  |
| Atlético de Madrid · España | 1.ª           | 2002-03       | 14  | 19  | 3   | 3 | 1 | 2 | -  | -  | -  | 17  | 20  | 5   |
| Atlético de Madrid · España | 1.ª           | 2003-04       | 14  | 19  | 5   | 1 | 4 | 0 | -  | -  | -  | 15  | 23  | 5   |
| Atlético de Madrid · España | Total club    | Total club    | 63  | 72  | 22  | 4 | 5 | 2 | 0  | 0  | 0  | 67  | 77  | 24  |
| Total carrera | Total carrera | Total carrera | 271 | 258 | 113 | 8 | 9 | 3 | 60 | 61 | 20 | 339 | 328 | 136 |
| (1) Incluye datos de la Copa Centenario de la AFA, Copa del Rey. (2) Incluye datos de la Supercopa Sudamericana, Copa Libertadores, Recopa Sudamericana, Copa Mercosur, Liga de Campeones de la UEFA, Copa UEFA. (3) No incluyen partidos amistosos. |               |               |     |     |     |   |   |   |    |    |    |     |     |     |

### Como entrenador
| Equipo                      | Div.                | Temporada           | Liga  | Liga | Liga | Liga | Liga |       | Copa | Copa | Copa | Copa  |   | Internacional | Internacional | Internacional | Internacional | Internacional |   | Otros | Otros | Otros | Otros |    | Totales | Totales     | Totales | Totales | Totales | Totales | Totales | Totales | Totales |
| Equipo                      | Div.                | Temporada           | Part. | G    | E    | P    | Pos. | Part. | G    | E    | P    | Part. | G | E             | P             | Pos.          | Part.         | G             | E | P     | Part. | G     | E     | P  | Puntos  | Rendimiento | GF      | GC      | Dif.    |         |         |         |         |
| --------------------------- | ------------------- | ------------------- | ----- | ---- | ---- | ---- | ---- | ----- | ---- | ---- | ---- | ----- | - | ------------- | ------------- | ------------- | ------------- | ------------- | - | ----- | ----- | ----- | ----- | -- | ------- | ----------- | ------- | ------- | ------- | ------- | ------- | ------- | ------- |
| Newell's Old Boys Argentina | 1.ª                 | 2021                | -     | -    | -    | -    | -    | 9     | 2    | 4    | 3    | 6     | 2 | 2             | 2             | FG            | -             | -             | - | -     | 15    | 4     | 6     | 5  | 18/45   | 40%         | 17      | 18      | -1      |         |         |         |         |
| Newell's Old Boys Argentina | Total               | Total               | -     | -    | -    | -    | -    | 9     | 2    | 4    | 3    | 6     | 2 | 2             | 2             | -             | -             | -             | - | -     | 15    | 4     | 6     | 5  | 18/45   | 40%         | 17      | 18      | -1      |         |         |         |         |
| Aris de Tesalónica · Grecia | 1.ª                 | 2021-22             | 13    | 8    | 2    | 3    | 3.º  | -     | -    | -    | -    | -     | - | -             | -             | -             | -             | -             | - | -     | 13    | 8     | 2     | 3  | 26/39   | 66.67%      | 18      | 8       | +10     |         |         |         |         |
| Aris de Tesalónica · Grecia | 1.ª                 | 2022-23             | 2     | 1    | 0    | 1    | Inc. | -     | -    | -    | -    | 4     | 3 | 0             | 1             | 3ªR           | -             | -             | - | -     | 6     | 4     | 0     | 2  | 12/18   | 66.67%      | 13      | 8       | +5      |         |         |         |         |
| Aris de Tesalónica · Grecia | Total               | Total               | 15    | 9    | 2    | 4    | -    | -     | -    | -    | -    | 4     | 3 | 0             | 1             | -             | -             | -             | - | -     | 19    | 12    | 2     | 5  | 38/57   | 66.67%      | 31      | 16      | +15     |         |         |         |         |
| Total en su carrera         | Total en su carrera | Total en su carrera | 15    | 9    | 2    | 4    | -    | 9     | 2    | 4    | 3    | 10    | 5 | 2             | 3             | -             | -             | -             | - | -     | 34    | 16    | 8     | 10 | 56/102  | 54.9%       | 48      | 34      | +14     |         |         |         |         |
| 1. 2.                       |                     |                     |       |      |      |      |      |       |      |      |      |       |   |               |               |               |               |               |   |       |       |       |       |    |         |             |         |         |         |         |         |         |         |

#### Resumen por competencias
| Torneo                             | PD | G | E | P | GF | GC | Dif. | Rendimiento | Mejor Resultado        |
| ---------------------------------- | -- | - | - | - | -- | -- | ---- | ----------- | ---------------------- |
| Copa Argentina                     | 1  | 0 | 0 | 1 | 0  | 1  | -1   | 0%          | Dieciseisavos de final |
| Copa de la Liga Profesional        | 8  | 2 | 4 | 2 | 11 | 11 | 0    | 41.67%      | Fase de grupos         |
| Superliga de Grecia                | 15 | 9 | 2 | 4 | 22 | 11 | +11  | 64.44%      | Tercer lugar           |
| Copa Sudamericana                  | 6  | 2 | 2 | 2 | 6  | 6  | +0   | 44.44%      | Fase de grupos         |
| Liga Europa Conferencia de la UEFA | 4  | 3 | 0 | 1 | 9  | 5  | +4   | 75%         | Tercera ronda          |

## Palmarés

### Trofeos nacionales
| Título           | Club               | País      | Año       |
| ---------------- | ------------------ | --------- | --------- |
| Primera División | River Plate        | Argentina | 1994      |
| Primera División | River Plate        | Argentina | 1996      |
| Primera División | River Plate        | Argentina | 1997      |
| Primera División | River Plate        | Argentina | 1997      |
| Segunda División | Atlético de Madrid | España    | 2001-2002 |

### Trofeos internacionales
| Título                 | Club        | Sede         | Año  |
| ---------------------- | ----------- | ------------ | ---- |
| Copa Libertadores      | River Plate | Buenos Aires | 1996 |
| Supercopa Sudamericana | River Plate | Buenos Aires | 1997 |

### Como Segundo entrenador

#### Campeonatos nacionales
| Título                     | Club               | País   | Año     |
| -------------------------- | ------------------ | ------ | ------- |
| Copa del Rey               | Atlético de Madrid | España | 2012-13 |
| Primera División de España | Atlético de Madrid | España | 2013-14 |
| Supercopa de España        | Atlético de Madrid | España | 2014    |

#### Campeonatos internacionales
| Título              | Club               | Sede     | Año     |
| ------------------- | ------------------ | -------- | ------- |
| Liga Europa         | Atlético de Madrid | Bucarest | 2011-12 |
| Supercopa de Europa | Atlético de Madrid | Mónaco   | 2012    |
| Liga Europa         | Atlético de Madrid | Lyon     | 2017-18 |
| Supercopa de Europa | Atlético de Madrid | Tallin   | 2018    |

## Carrera musical
Paralelamente a su desempeño como futbolista profesional, ha emprendido una carrera como compositor y cantante de rock, que comenzó con un grupo de covers: La Piara, a principios de la década de 1990 en Buenos Aires, luego rebautizados como Simpatía. Jaque al rey, su álbum debut salió a la venta en 1999, mientras que en 2000 apareció Fasolera de tribunas.
En 2002, con Germán ya en Madrid, la formación del grupo cambió y pasó a llamarse The Garb en honor a las iniciales del portero.[cita requerida] El 26 de diciembre de 2002, presentaron el tercer CD de Burgos en el mundo de la música, Líneas calientes, mientras que en 2005 hacen lo propio con Abismos.[cita requerida]

### Discografía
- Jaque al rey (1999)
- Fasolera de tribunas (2000)
- Líneas calientes (2002)
- Abismos (2005)

## Otros datos
- Burgos protagonizó el anuncio Ya estamos aquí, campaña realizada por el Atlético de Madrid tras su vuelta a la primera división española.
- A pesar de ser un estereotipo, Burgos fue uno de los pocos porteros que utilizaban gorra durante los encuentros.
- Aparece en el videoclip de "La Rosa de los Vientos" del grupo español Mägo de Oz.
- Tiene una pequeña aparición en las películas Isi/Disi. Amor a lo bestia de 2004 y Isi & Disi: alto voltaje de 2006.
- Insoportablemente yo (ISBN 978-84-96693-86-9) publicado en el año 2010 por María Udaberri, pseudónimo de María Ramos Pascasio, libro que recoge la biografía de Germán Burgos.
- Fue el elegido para demostrar la utilización de Google Glass durante un partido entre el Atlético Madrid y el Getafe.[14]